# School Food Punishment
School Food Punishment（スクール フード パニッシュメント）是一支由内村友美、蓮尾理之、山崎英明、比田井修四人组成的日本乐队。他们在2012年2月宣布活动停止，并于同年6月11日解散。

## 历史活动
成立于2004年10月，主要在新宿的live house开始活动。
2008年12月，Tower Records独家发行第三张迷你专辑《Riff-rain》。在Tower Records J-Indies Weekly Chart上排名第一，并在大约一周内销售一空。他们还在许多现场音乐会中表演，包括FM802、Minami Wheel 2008现场活动的一部分，以及J-Wave Live活动，Tokyo Real Eyes Live Supernova的一部分。

## 乐队组成
主要由四人：内村友美、蓮尾理之、山崎英明、比田井修，分别担任主唱、合成器、贝斯以及鼓。